# Klinik für Kinder- und Jugendpsychiatrie, -psychosomatik und -psychotherapie Münster
Die Klinik für Kinder- und Jugendpsychiatrie, -psychosomatik und -psychotherapie an der Schmeddingstraße 50 in Münster ist eine Klinik, die auf seelische Erkrankungen von Kindern und Jugendlichen spezialisiert ist. Sie ist Teil des Universitätsklinikums Münster. Zielgruppe sind Patienten vom Säuglingsalter bis zum Alter von 18 Jahren.
Sie hat fünf Stationen für einen stationären Aufenthalt und eine für einen Tagesklinikablauf, einen Klinikdirektor, sieben Oberärzte, sieben Fachärzte, 45,5 Stellen für Mitarbeiter des Pflege- und Erziehungsdienstes sowie weitere Stellen für Assistenzärzte, Psychologen, Psychotherapeuten, Kinder- und Jugendlichenpsychotherapeuten, Kunsttherapeuten, Ergotherapeuten, Motopäden, Körperpsychotherapeuten und Mitarbeiter des Sozialdienstes des Klinikums.
Direktor ist Georg Romer, der zuvor Chefarzt der Kinder- und Jugendpsychiatrie und -psychotherapie an der Asklepios Klinik Harburg war. Sein Vorgänger von 1990 bis 2013 war Tilman Fürniss.